# 136 г. пр.н.е.
136 (сто тридесет и шеста) година преди новата ера (пр.н.е.) е година от доюлианския (Помпилийски) римски календар.

## Събития

### В Римската република
- Консули са Луций Фурий Фил и Секст Атилий Серан. Цензори са Апий Клавдий Пулхер и Квинт Фулвий Нобилиор.
- Цензорите провеждат преброяване, което установява наличието на 317 933 римски граждани.[1]
- Консулът Фурий е поставен начело на разследването на действия извършени от командващите в хода на Нумантинската война. Гай Хостилий Манцин и офицерите му са обвинени в самостоятелно сключване на споразумение уронващо интересите и престижа на Рим. Голяма част от офицерите му, сред които и изигралият ключова роля Тиберий Гракх, са оневинени, но Манцин е наказан като е изпратен окован на нумантийците, но те не го приемат и го връщат невредим.[2]
- Сенатът окончателно не приема договора с Нуманция и продължава войната.
- Командващият в Испания Марк Емилий Лепид Порцина е отзован след като е обвинен в извършване на неупълномощено нападение над племето вакцеи, довело до неуспешната обсада на Паланция.[2]

## Починали
Бележки: